# 7279 Hagfors
7279 Hagfors è un asteroide della fascia principale. Scoperto nel 1985, presenta un'orbita caratterizzata da un semiasse maggiore pari a 3,1095613 UA e da un'eccentricità di 0,1699437, inclinata di 5,32644° rispetto all'eclittica.